# Air and Space Outstanding Unit Award
L'Air and Space Outstanding Unit Award (ASOUA) est l'une des récompenses d'unité de l'armée de l'air (US Air Force - USAF) et de l'armée de l'espace -(US Space Force - USSF) des États-Unis. 
Elle a été créée en 1954 sous le nom de Air Force Outstanding Unit Award et a été la première décoration indépendante de l'armée de l'air (jusqu'alors, le personnel de l'armée de l'air recevait systématiquement des décorations de l'armée de terre (US Army)). La  Air Force Longevity Service Award (récompense pour longévité de service de l'armée de l'air) a suivi en 1957 et la plupart des récompenses standard de l'armée de l'air (y compris la Good Conduct Medal (médaille de bonne conduite) de l'armée de l'air) ont été créées entre le début et le milieu des années 1960.
L'Outstanding Unit Award est décerné à toute unité de l'armée de l'air américaine (y compris la réserve de l'armée de l'air (Air Force Reserve) et la garde nationale de l'armée de l'air (Air National Guard) qui rend des services exceptionnellement méritoires, accomplit des actes spécifiques remarquables, excelle dans les opérations de combat contre un ennemi armé des États-Unis ou mène avec distinction des opérations militaires impliquant un conflit ou une exposition à une action hostile de la part d'une force étrangère opposée.
Les récompenses multiples de l'Outstanding Unit Award sont signalées par des feuilles de chêne (oak leaf cluste) en bronze et des feuilles de chêne en argent, selon le cas, sur le ruban.
Jusqu'en 2004, l'Outstanding Unit Award était la distinction la plus élevée de l'US Air Force. Elle se situe désormais juste en dessous de la Meritorious Unit Award, créée en mars 2004, et au-dessus de l'Air Force Organizational Excellence Award dans la hiérarchie des récompenses et décorations de l'armée de l'air. Elle est décernée au personnel qui était affecté ou rattaché à l'unité recevant la distinction pendant la période pour laquelle elle a été décernée. Le personnel non-USAF (par exemple, US Navy, US Marine Corps, US Coast Guard) affecté à des unités de l'USAF ayant reçu la distinction Outstanding Unit Award peut également porter le ruban sur son uniforme. Toutefois, le ruban n'a pas la taille plus grande des récompenses d'unité communes à l'Armée de terre des États-Unis (US Army).
Le 16 novembre 2020, l'Air Force Outstanding Unit Award a été rebaptisé Air and Space Outstanding Unit Award par le secrétaire à la Force aérienne.

## Source
- (en) Cet article est partiellement ou en totalité issu de l’article de Wikipédia en anglais intitulé « Air and Space Outstanding Unit Award » (voir la liste des auteurs).